# Kyllinga kamschatica
Kyllinga kamschatica är en halvgräsart som beskrevs av Karl Friedrich Meinshausen. Kyllinga kamschatica ingår i släktet Kyllinga och familjen halvgräs. Inga underarter finns listade i Catalogue of Life.